# Enllaç C-Po
Els compostos d'organopoloni (o compostos orgànics del poloni) són compostos químics que contenen un enllaç químic entre carboni (C) i poloni (Po) (enllaç C-Po).
La química de l'organopoloni és la ciència corresponent que explora les propietats, l'estructura i la reactivitat d'aquests compostos.
Com que el poloni és un element altament radioactiu (el seu isòtop més utilitzat, el 210Po, té un període de semidesintegració d'uns 138 dies), la química de l'organopoloni no s'explora principalment, i el que se sap es limita principalment als estudis a nivell de traçador a causa de l'autodestrucció i carbonització dels compostos per l'energètica desintegració alfa del poloni. A més, l'enllaç C-Po és encara més feble que els enllaços C-Te i C-Se; els compostos amb aquests enllaços tendeixen a descompondre's amb el temps per formar tel·luri elemental i seleni respectivament.
La identificació d'aquests compostos s'ha realitzat majoritàriament mitjançant la cromatografia, amb compostos de tel·luri anàlegs com a referències, ja que els mètodes químics clàssics no es poden aplicar. La seva producció sovint s'aconsegueix mitjançant la descomposició beta de compostos organobismuts que contenen 210Bi. Alguns compostos s'han reivindicat però no s'han identificat de manera segura.
Els derivats relativament ben caracteritzats es restringeixen majoritàriament a dialquil i diaril polonurs (R₂Po), halogenurs de triarilpoloni (Ar₃PoX) i dihalurs de diarilpoloni (Ar₂PoX₂).
El poloni també forma compostos solubles amb alguns agents quelants, com el 2,3-butandiol i la tiourea.